# Les Sables-d'Olonne
Les Sables-d'Olonne es una comuna nueva francesa situada en el departamento de Vandea, de la región de Países del Loira. También es parte de la región histórica del Poitou y la ciudad principal de la llamada Costa de la Luz. Además de puerto pesquero y comercial, es un lugar turístico por sus playas y sus instalaciones balnearias.

## Historia
El 1 de enero de 2019 pasó a ser una comuna nueva al absorber las comunas de Château-d'Olonne y Olonne-sur-Mer.

## Demografía
Según los datos aportados en la resolución del prefecto de Vandea, la comuna nueva se crea con 44 137 habitantes.

## Composición
| Comuna fusionada    | Código INSEE | Población (2016) | Superficie (km²) | Densidad (hab./km²) |
| ------------------- | ------------ | ---------------- | ---------------- | ------------------- |
| Château-d'Olonne    | 85060        | 14030            | 31.29            | 448                 |
| Les Sables-d'Olonne | 85194        | 14233            | 8.7              | 1636                |
| Olonne-sur-Mer      | 85166        | 14956            | 46.08            | 328                 |

## Deportes
Es el punto de partida de la regata Vendée Globe, regata de vuelta al mundo en solitario y sin escalas en barco monocasco, una de las más exigentes y seguidas mundialmente. Se celebra cada cuatro años desde 1989.